# Elvis Presley (альбом)
Elvis Presley — дебютный альбом американского музыканта Элвиса Пресли, считающийся одной из его лучших работ. Он был выпущен RCA Victor 13 марта 1956 года под номером по каталогу LPM-1254. Сессии записи состоялись 10 и 11 января в RCA Victor Studios в Нэшвилле, штат Теннесси, и 30 и 31 января в RCA Victor studios в Нью-Йорке (дополнительный материал был получен во время сессий в Sun Studio в Мемфисе (штат Теннесси) 5 июля, 19 августа и 10 сентября 1954 года, а также 11 июля 1955 года). Альбом провел десять недель на первом месте в чарте Billboard Top Pop Albums в 1956 году, став первым рок-н-ролльным альбомом, когда-либо попавшим на вершину чартов, и первым альбомом этого жанра, проданным миллионным тиражом. В 2003 и 2012 годах он занимал 56-е место в списке «500 величайших альбомов всех времен по версии журнала Rolling Stone» и 332-е место в пересмотренном списке 2020 года. Он также был одним из трёх альбомов Пресли, получивших похвалы в справочнике «1001 альбом, который вы должны услышать перед смертью». Он был сертифицирован Американской ассоциацией звукозаписывающей индустрии как золотой 1 ноября 1966 года и платиновый 8 августа 2011 года.

## Обзор
Запись альбома состоялась 10—11 и 30—31 января 1956 года в нэшвиллских и нью-йоркских студиях RCA Records (тогда же были записаны синглы «Heartbreak Hotel» и «I Want You, I Need You, I Love You», не вошедшие в оригинальное издание альбома). Это были первые сессии Пресли для нового лейбла, с тех пор как певец ушёл из Sun Records в ноябре 1955 года. Чтобы заполнить недостающее время звучания были задействованы пять песен, записанных в 1954—1955 гг., но не вышедших на Sun Records.
Записанная тогда же «Blue Suede Shoes» не вышла на сингле по соглашению между Стивом Шолсом и Сэмом Филлипсом, который планировал раскрутить с этой песней её автора — Карла Перкинса.
Грампластинка вышла в монофоническом звучании и была, согласно практике того времени, продублирована двумя одноимёнными мини-альбомами, содержащими по четыре песни. В сентябре 1956 года RCA Records выпустили целиком весь альбом на синглах (только два из них попали в «горячую сотню» «Биллборда»).
Поздние версии альбома на компакт-дисках (расширенная версия: издания 1999, 2005 гг.) включают дополнительно песни с разных синглов, записанных в то же время, что и альбом. В 2006 году ограниченным тиражом вышел коллекционный двойной диск с множеством студийных дублей на каждую песню.

## Обложка
Во всю лицевую сторону обложки альбома помещена фотография, сделанная с концерта 31 января 1955 года в Тампе. Позже мотив дизайна был использован для альбома The Clash London Calling (1979), альбома Тома Уэйтса Rain Dogs (1985), сборника k.d. lang Reintarnation (2006), альбома Юрия Лозы Путешествие в Рок-Н-Ролл (Примус) (1997). В списке «100 величайших обложек альбомов» журнала Rolling Stone Elvis Presley занял 40-е место.

## Список композиций

### Оригинальная версия (1956)
| №  | Название                | Автор(ы)                        | Дата записи      | Длительность |
| -- | ----------------------- | ------------------------------- | ---------------- | ------------ |
| 1. | «Blue Suede Shoes»      | К. Перкинс                      | 30 января 1956   | 2:00         |
| 2. | «I’m Counting on You»   | Д. Робертсон                    | 11 января 1956   | 2:25         |
| 3. | «I Got a Woman»         | Рэй Чарльз, Р. Ричардс          | 10 января 1956   | 2:25         |
| 4. | «One-Sided Love Affair» | Б. Кэмпбелл                     | 30 января 1956   | 2:11         |
| 5. | «I Love You Because»    | Л. Пейн                         | 5 июля 1954      | 2:43         |
| 6. | «Just Because»          | Б. Шелтон, Дж. Шелтон, С. Робин | 10 сентября 1954 | 2:34         |

| №  | Название                                      | Автор(ы)                    | Дата записи      | Длительность |
| -- | --------------------------------------------- | --------------------------- | ---------------- | ------------ |
| 1. | «Tutti Frutti»                                | Д. Лабостри, Р. У. Пенниман | 1 января 1956    | 1:59         |
| 2. | «Trying to Get to You»                        | Р. М. Маккой, Ч. Синглтон   | 11 июля 1955     | 2:31         |
| 3. | «I’m Gonna Sit Right Down and Cry (Over You)» | Г. Биггс, Дж. Томас         | 31 января 1956   | 2:01         |
| 4. | «I’ll Never Let You Go (Little Darlin’)»      | Дж. Уэкли                   | 10 сентября 1954 | 2:24         |
| 5. | «Blue Moon»                                   | Р. Роджерс, Л. Харт         | 19 августа 1954  | 2:40         |
| 6. | «Money Honey»                                 | Дж. Стоун                   | 10 января 1956   | 2:36         |

### Расширенная версия (1999)
1. «Heartbreak Hotel» — 2:09
2. «I Was the One» — 2:35
3. «Blue Suede Shoes» — 1:58
4. «I’m Counting on You» — 2:22
5. «I Got a Woman» — 2:23
6. «One-Sided Love Affair» — 2:10
7. «I Love You Because» — 2:41
8. «Just Because» — 2:31
9. «Tutti Frutti» — 1:57
10. «Trying to Get to You» — 2:31
11. «I’m Gonna Sit Right Down and Cry (over You)» — 2:01
12. «I’ll Never Let You Go (Little Darlin’)» — 2:22
13. «Blue Moon» — 2:40
14. «Money Honey» — 2:33
15. «Shake, Rattle & Roll» — 2:30
16. «My Baby Left Me» — 2:12
17. «Lawdy Miss Clawdy» — 2:10
18. «I Want You, I Need You, I Love You» — 2:40

Формат: компакт-диск.

## Список музыкантов
1. Элвис Пресли — вокал, ритм-гитара, пианино
2. The Jordanaires — подпевки
3. Скотти Мур, Чет Аткинс — лидер-гитара
4. Билл Блэк — контрабас
5. Ди-Джей Фонтана, Джонни Бернеро — барабаны
6. Флойд Крамер, Шорти Лонг — пианино

## Альбомные синглы
- «Blue Suede Shoes / Tutti Frutti» (сентябрь 1956)
- «I Got A Woman / I’m Counting On You» (сентябрь 1956)
- «I’ll Never Let You Go / I’m Gonna Sit Right Down And Cry» (сентябрь 1956)
- «Trying To Get To You / I Love You Because» (сентябрь 1956)
- «Blue Moon / Just Because» (сентябрь 1956)
- «Money Honey / One-Sided Love Affair» (сентябрь 1956)

## Позиции в хит-парадах
| Хит-парад (1956)                 | Высшая позиция |
| -------------------------------- | -------------- |
| Великобритания (UK Albums Chart) | 1              |
| США (Billboard 200)              | 1              |
| US Albums (Cashbox)              | 1              |

| Хит-парад (1977)    | Высшая похиция |
| ------------------- | -------------- |
| Норвегия (VG-lista) | 20             |

## Сертификации
| Регион                                                      | Сертификация | Продажи    |
| ----------------------------------------------------------- | ------------ | ---------- |
| США (RIAA)                                                  | Платиновый   | 1 000 000^ |
| ^ Данные о тиражах приведены только на основе сертификации. |              |            |